# NEXTSTEP
NeXTSTEP е обектно ориентирана, многозадачна операционна система, разработена от NeXT Computer Inc. за техните собствени NeXT компютри (известни още и като black boxes).

## Исрория
След няколко предварителни версии, които започват да излизат от 1986, официалната 1.0 версия на NEXTSTEP излиза на 18 септември 1989. Последната версия е NeXTSTEP 3.3, която поддържа
както Motorola 68000 family процесори, така и IBM съвместими x86/Intel, Sun SPARC, и HP PA-RISC. NeXT съвместно с Sun Microsystems разработват междуплатформения стандарт OpenStep, базиран на NEXTSTEP 3.2.

## Любопитни факти
Смятаният за откривател на World Wide Web Тим Бърнърс-Лий прави своето откритие, използвайки NeXTSTEP.
На 4 февруари 1997 Apple Computer придобива NeXT за сумата от 427 милиона щатски долара и започва да използва OpenStep като основа на Mac OS X.